# Forêt de Beaucamps-le-Jeune
La Forêt de Beaucamps-le-Jeune est une forêt domaniale de 241 ha, située au sud-ouest du département de la Somme.

## Historique
Cette forêt a été achetée par le ministère de la Guerre en 1919 avant d'être remise aux Eaux et Forêts en 1930 et de devenir ainsi une forêt domaniale.

## Les peuplements forestiers
Cette forêt est composée de hêtre (25 %), chêne sessile (8 %), chêne pédonculé (13 %), châtaignier (10 %), frêne (7 %), érable sycomore (7 %), merisier (3 %), autres feuillus (15 %), douglas (9 %) et mélèze (3 %).